# Зубець Григорій Іванович
Григорій Іванович Зубе́ць (нар. 8 жовтня 1937, Нова Басань, Бобровицький район, Чернігівська область) — український і радянський юрист. Голова Київського міського суду (з жовтня 2001 року — Апеляційного суду міста Києва) у 1993–2003 роках.

## Кар'єра
Працював:
- консультантом Міністерства юстиції Української РСР;
- заступником голови Київського міського суду;
- головою Київського міського суду в 1993–2003 роках;
- викладачем правових дисциплін на юридичному факультеті в Національній академії управління.

Був:
- радником голови Державної судової адміністрації України;
- членом Вищої кваліфікаційної комісії суддів України.

Суддя 1-го кваліфікаційного класу. Заслужений юрист України.
Був членом редколегії газети «Уголовное дело №».

## Справа дисидента Валерія Марченка
13–14 березня 1984 року Київський міський суд під головуванням заступника голови Київського міського суду Григорія Івановича Зубця розглядав справу дисидента Валерія Марченка, якого визнали особливо небезпечним рецидивістом та засудили до 10 років таборів особливого режиму і 5 років заслання. Етапом його відправили у пермські табори, де незабаром відмовили нирки, внаслідок чого Валерій Марченко помер 5 жовтня 1984 року в тюремній лікарні в Ленінграді.

## Відзнаки
Нагороджений Подякою Верховної Ради України, почесними грамотами та медалями.
6 жовтня 2017 року Президент України Петро Порошенко нагородив Григорія Зубця орденом князя Ярослава Мудрого V ступеня.

## Родина
Має сина Юрія, який працював суддею.